# Pterolophia variegatus
Pterolophia variegatus là một loài bọ cánh cứng trong họ Cerambycidae.